# Rillieux-la-Pape
Rillieux-la-Pape település Franciaországban, Métropole de Lyon különleges státuszú nagyvárosban (métropole: nagyjából „megyei jogú város”). Lakosainak száma 31 479 fő (2022. január 1.). Rillieux-la-Pape Miribel, Neyron, Cailloux-sur-Fontaines, Caluire-et-Cuire, Fontaines-sur-Saône, Vaulx-en-Velin, Sathonay-Camp és Sathonay-Village községekkel határos.

## Népesség
A település népessége az elmúlt években az alábbi módon változott:
| Lakosok száma | 29 966 | 30 375 | 30 275 | 30 012 | 30 410 | 30 697 | 30 887 | 31 247 | 31 479 |
|               | 2011   | 2015   | 2016   | 2017   | 2018   | 2019   | 2020   | 2021   | 2022   |